# Церква Святого Василія Великого (Сіль)
Церква Святого Василія Великого — одна з найвизначніших пам'яток архітектури Великоберезнянського району, Закарпатської області,  пам'ятка архітектури національного значення (№ 1114).

## Історія
Першу церкву, присвячену Успінню Пресвятої Богородиці, збудували з дерева в 1479 році на великому пагорбі при центральній дорозі. Ця церква згоріла і, можливо, саме те місце називають у селі Згарищем. Історія теперішньої церкви Святого Василя Великого подібна до історії костринської церкви. За версією Львівських реставраторів, дерев'яну церкву збудували в селі Сянки на Львівщині в 1703 р. як триверху, бойківського стилю і перевезли в Сіль чотирма парами волів у кінці XVIII ст. (ймовірно, в 1777 р.).У 1893 році священик Михайло Лендєл організував ремонт церкви та виготовлення нового іконостасу. Отець Михайло також згадує про дати, вирізані старослов'янськими літерами всередині та зовні на вівтарному зрубі. На думку священика, ці дати не мали стосунку до часу спорудження церкви, а лише позначали роки попередніх ремонтів — 1750 та 1820.
В 2018 році церква визнана об’єктом культурної спадщини національного значення, який внесено до Державного реєстру нерухомих пам’яток України (№ 070019).

## Архітектура
Дерев'яна церква Святого Василія Великого була зведена у бойківському стилі. У 1834 р. її перебудували. Храм отримав чотирисхилий дах, над бабинцем збудували невелику башту з бароковим завершенням, над вівтарем мініатюрну вежу з конічним шатриком. Дах над центральним зрубом має значний вигин, чітко виявляючи місце, де колись височів центральний пірамідальний верх із заломами. Опасання, що оперізує церкву з усіх боків, спирається на випуски вінців, а на головному фасаді — на чотири стовпи відкритого ґанку. Висота вежі становить 13 метрів.
Роль іконостаса виконувало зібрання різних ікон. Так, апостольський ряд було подаровано з Малоберезнянської церкви найімовірніше в 1707 р., намісна ікона св. Василя походила із Ставного, а п'ять пророків та інші ікони — з Сухого. Загальний колорит наближався до коричневого кольору. У 1970 х роках розтесали вікна. Тоді ж розібрали старий іконостас і передали кудись у Росію. Зі старого різьблення збереглися лише царські врата, кивот і престол з балдахіном. Замінено також традиційні двері.